# Shaka Labbits
Shaka Labbits est un groupe de ska punk japonais.
En 2002, ils ont fait un duo avec le groupe 175R sur un CD 4 titres Stand By You.